# Sabel·li (Divina Comèdia)

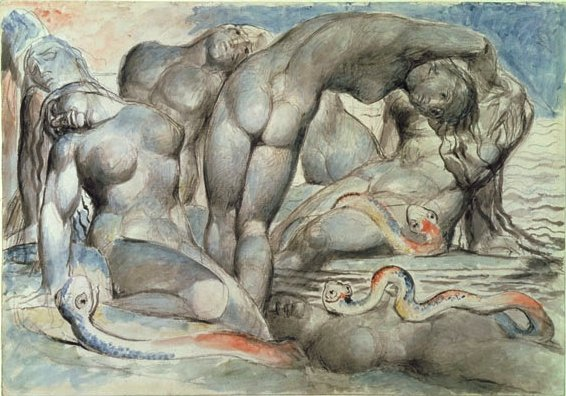
William Blake (1757-1827). Infern cant vint-i-quatrè. El fossat dels lladres.

Sabel·li és un personatge menor de la Farsàlia de Lucà. Pertany a l'exèrcit que Cató Uticense condueix pel desert de Líbia cap a Leptis, durant la Segona guerra civil romana. La mort de Sabel·li es descriu durant aquesta travessa del desert de Líbia (el Sàhara); Sabel·li és picat per la serp anomenada "seps" i sofreix una metamorfosi atroç que dissol ràpidament el seu cos en podridura (Fars. IX 761-788).
Dante, que s'inspira en l'episodi per imaginar la metamorfosi de Vanni Fucci (Infern XXIV vv.97-120), declara després en el cant XXV, que pot superar el poder descriptiu de Lucà en l'episodi de Sabel·li. i Nasidi descrivint el cas molt més complex i terrible de Francesco Cavalcanti i de Buoso (Infern XXV 79 ss.): "Que ara calle Lucà, en el punt on parla / del dissortat Sabel·li i de Nasidi," (Infern XXV, vv.94-95)[1]